# Santa Fé de Goiás
Santa Fé de Goiás is een gemeente in de Braziliaanse deelstaat Goiás. De gemeente telt 4.882 inwoners (schatting 2009).